# Туранија
Туранија (итал. Turania) је насеље у Италији у округу Ријети, региону Лацио.
Према процени из 2011. у насељу је живело 239 становника. Насеље се налази на надморској висини од 667 м.

## Становништво
Према резултатима пописа становништва 2011. у општини је живело 245 становника.
| 1931. | 1936. | 1951. | 1961. | 1971. | 1981. | 1991. | 2001. | 2011. |
| ----- | ----- | ----- | ----- | ----- | ----- | ----- | ----- | ----- |
| 1.078 | 1.058 | 918   | 651   | 456   | 353   | 281   | 272   | 245   |